# Джурджиць (Іванська)
45°47′ пн. ш. 16°50′ сх. д. / 45.79° пн. ш. 16.84° сх. д.
Джурджиць (хорв. Đurđic) — населений пункт у Хорватії, у Б'єловарсько-Білогорській жупанії у складі громади Іванська.

## Населення
Населення за даними перепису 2011 року становило 203 осіб.
Динаміка чисельності населення поселення: